# Plethodon teyahalee
La salamandra de los Apalaches del sur (Plethodon teyahalee) es una especie de salamandra de la familia Plethodontidae.

## Distribución
Es endémico al sur de los Apalaches en el Sureste de Estados Unidos, donde se encuentra dentro de los estados de Georgia, Carolina del Sur, Carolina del Norte, y Tennessee. El rango altitudinal de la salamandra se extiende hasta los 1550 m.
Su hábitat natural es de los bosques templados de los Apalaches.
La especie está amenazada por pérdida de hábitat.

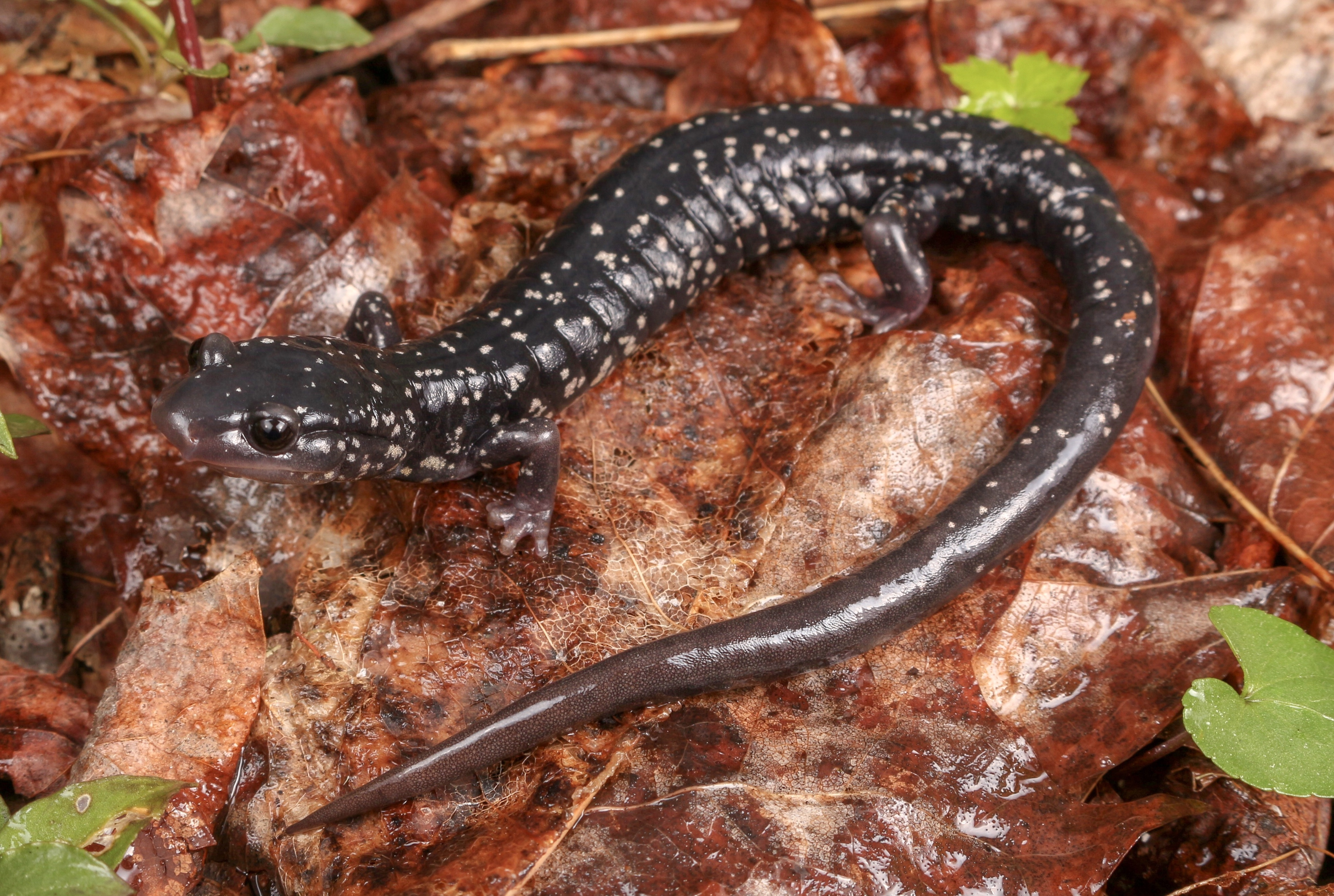
Salamandra de los Apalaches del Sur encontrada debajo de una roca junto a un arroyo de montaña en Carolina del Norte.